# Fußball-Südostasienmeisterschaft 2018
Die Fußball-Südostasienmeisterschaft 2018 (offiziell AFF Championship 2018, aus Sponsorengründen auch AFF Suzuki Cup 2018 genannt) war die zwölfte Austragung des Turniers und fand vom 8. November bis zum 15. Dezember 2018 statt.
Zehn Mannschaften aus dem südostasiatischen Raum spielten um den Titel des Südostasienmeisters. Titelverteidiger war die Mannschaft aus Thailand, das Turnier gewann die Mannschaft aus Vietnam.

## Austragungsort und Modus
Erstmals gab es keinen Gastgeber, stattdessen wurden die Partien in Hin- und Rückspielen im Land der jeweiligen Heimmannschaft ausgetragen. Dies war vor allem dem mangelnden Zuschauerkontingent bei der Austragung in einer einzigen Nation geschuldet. Eine Ausnahme bildete Osttimor, das kein wettbewerbsfähiges Stadion stellen konnte.
Zunächst spielten Osttimor und Brunei um den zehnten Teilnahmeplatz, wohingegen die restlichen neun Teilnehmer bereits vorqualifiziert waren. Ausschlaggebend dafür war die Gesamttabelle der Südostasienmeisterschaft 2016. Australien, seit 2012 Mitglied der ausrichtenden AFC, nahm nicht am Wettbewerb teil.
Die zehn Teilnehmer wurden in zwei Gruppen mit jeweils fünf Mannschaften eingeteilt. Der Gruppensieger und der Zweitplatzierte erreichten das Halbfinale, die Gewinner der Halbfinalspiele trugen das Finale aus. Das Halbfinale und das Finale wurden jeweils in Heim- und Auswärtsspiel ausgetragen. Ein Spiel um den dritten Platz fand nicht statt.
Jede Mannschaft durfte in der Vorbereitung bis zu fünfzig Spieler einsetzen, musste aber vor Turnierbeginn einen Kader von 23 Spielern bekanntgeben.

## Qualifikation
Das Hinspiel fand am 1., das Rückspiel am 8. September 2018 statt.
|          | Gesamt |        | Hinspiel  | Rückspiel |
| -------- | ------ | ------ | --------- | --------- |
| Osttimor | 3:2    | Brunei | 3:1 (2:0) | 0:1 (0:0) |

## Endrunde

### Teilnehmer
| Mannschaft  | vorherige Teilnahmen | bestes Ergebnis                      |
| ----------- | -------------------- | ------------------------------------ |
| Indonesien  | 11                   | Vizemeister (5×)                     |
| Kambodscha  | 6                    | Gruppenphase                         |
| Laos        | 10                   | Gruppenphase                         |
| Malaysia    | 11                   | Meister 2010                         |
| Myanmar     | 11                   | Halbfinale                           |
| Philippinen | 10                   | Halbfinale                           |
| Singapur    | 11                   | Meister 1998, 2004, 2007, 2012       |
| Thailand    | 11                   | Meister 1996, 2000, 2002, 2014, 2016 |
| Osttimor    | 1                    | Gruppenphase                         |
| Vietnam     | 11                   | Meister 2008                         |

### Auslosung
Die Auslosung fand am 2. Mai 2018 in Jakarta, Indonesien statt. Es wurden folgende Gruppen ausgelost:

### Gruppe A
Die Spiele fanden im Olympiastadion Phnom Penh (Kambodscha), im Neuen Nationalstadion von Laos, im Nationalstadion Bukit Jalil (Malaysia), im Mandalarthiri Stadium und Thuwanna-Stadion (Myanmar) sowie im Mỹ-Đình-Nationalstadion und im San Hanoi Stadion (Vietnam) statt.
| Pl. | Land       | Sp. | S | U | N | Tore    | Diff. | Punkte |
| --- | ---------- | --- | - | - | - | ------- | ----- | ------ |
| 1.  | Vietnam    | 4   | 3 | 1 | 0 | 008:000 | +8    | 10     |
| 2.  | Malaysia   | 4   | 3 | 0 | 1 | 007:300 | +4    | 09     |
| 3.  | Myanmar    | 4   | 2 | 1 | 1 | 007:500 | +2    | 07     |
| 4.  | Kambodscha | 4   | 1 | 0 | 3 | 004:900 | −5    | 03     |
| 5.  | Laos       | 4   | 0 | 0 | 4 | 003:120 | −9    | 0      |

| 8. November 2018  |   |            |           |
| Kambodscha        | – | Malaysia   | 0:1 (0:1) |
| Laos              | – | Vietnam    | 0:3 (0:2) |
| 12. November 2018 |   |            |           |
| Malaysia          | – | Laos       | 3:1 (1:1) |
| Myanmar           | – | Kambodscha | 4:1 (0:1) |
| 16. November 2018 |   |            |           |
| Laos              | – | Myanmar    | 1:3 (1:0) |
| Vietnam           | – | Malaysia   | 2:0 (1:0) |
| 20. November 2018 |   |            |           |
| Myanmar           | – | Vietnam    | 0:0       |
| Kambodscha        | – | Laos       | 3:1 (2:0) |
| 24. November 2018 |   |            |           |
| Vietnam           | – | Kambodscha | 3:0 (2:0) |
| Malaysia          | – | Myanmar    | 3:0 (2:0) |

### Gruppe B
Die Spiele fanden im Nationalstadion Singapur, im Rajamangala-Nationalstadion (Thailand und Osttimor), im Gelora-Bung-Karno-Stadion (Indonesien), im Panaad Stadium (Philippinen) und im Kuala-Lumpur-Stadion (Osttimor) statt.
| Pl. | Land        | Sp. | S | U | N | Tore    | Diff. | Punkte |
| --- | ----------- | --- | - | - | - | ------- | ----- | ------ |
| 1.  | Thailand    | 4   | 3 | 1 | 0 | 015:300 | +12   | 10     |
| 2.  | Philippinen | 4   | 2 | 2 | 0 | 005:300 | +2    | 08     |
| 3.  | Singapur    | 4   | 2 | 0 | 2 | 007:500 | +2    | 06     |
| 4.  | Indonesien  | 4   | 1 | 1 | 2 | 005:600 | −1    | 04     |
| 5.  | Osttimor    | 4   | 0 | 0 | 4 | 004:190 | −15   | 0      |

| 9. November 2018  |   |             |           |
| Singapur          | – | Indonesien  | 1:0 (1:0) |
| Osttimor          | – | Thailand    | 0:7 (0:4) |
| 13. November 2018 |   |             |           |
| Indonesien        | – | Osttimor    | 3:1 (0:0) |
| Philippinen       | – | Singapur    | 1:0 (0:1) |
| 17. November 2018 |   |             |           |
| Osttimor          | – | Philippinen | 2:3 (0:2) |
| Thailand          | – | Indonesien  | 4:2 (2:1) |
| 21. November 2018 |   |             |           |
| Philippinen       | – | Thailand    | 1:1 (0:0) |
| Singapur          | – | Osttimor    | 6:1 (4:1) |
| 25. November 2018 |   |             |           |
| Thailand          | – | Singapur    | 3:0 (2:0) |
| Indonesien        | – | Philippinen | 0:0       |

### Halbfinale
Die Hinspiele fanden am 1. und 2. Dezember 2018 in Kuala Lumpur und Bacolod City, die Rückspiele am 5. und 6. Dezember 2018 in Bangkok und Hanoi statt.
|             | Gesamt    |          | Hinspiel  | Rückspiel |
| ----------- | --------- | -------- | --------- | --------- |
| Malaysia    | (a)2:2(a) | Thailand | 0:0       | 2:2 (1:1) |
| Philippinen | 2:4       | Vietnam  | 1:2 (1:1) | 1:2 (0:0) |

### Finale
Das Hinspiel fand am 11. Dezember 2018 in Kuala Lumpur, das Rückspiel am 15. Dezember 2018 in Hanoi statt.
|          | Gesamt |         | Hinspiel  | Rückspiel |
| -------- | ------ | ------- | --------- | --------- |
| Malaysia | 2:3    | Vietnam | 2:2 (1:2) | 0:1 (0:1) |

## Schiedsrichter
Hauptschiedsrichter:
- Chris Beath
- Amdillah Zainuddin
- Fu Ming
- Ma Ning
- Thoriq Munir Alkatiri
- Alireza Faghani
- Hiroyuki Kimura
- Adham Makhadmeh
- Ahmed al-Ali
- Mohd Amirul Izwan Yaacob
- Nagor Amir Noor Mohamed
- Nazmi Nasaruddin
- Suhaizi Shukri
- Ahmed al-Kaf
- Clifford Daypuyat
- Abdulrahman al-Jassim
- Khamis al-Marri
- Turki al-Khudayr
- Ahmad A'qashah
- Nathan Chan
- Kim Hee-gon
- Sivakorn Pu-udom
- Aziz Asimov
- Nguyễn Hiền Triết

Schiedsrichterassistenten:
- Ali Faisal Rosli
- Raffizal Ramli
- Pisal Kimsy
- Sopheap Chi
- Zhou Fei
- Bambang Syamsudar
- Dinan Lazuardi
- Malang Nurhadi
- Mohammadreza Mansouri
- Reza Sokhandan
- Akane Yagi
- Ahmed al-Roalle
- Kilar Ladsavong
- Somphavanh Louanglath
- Arif Shamil
- Azman Ismail
- Zairul Khalil
- Chit Moe Aye
- Win Thiha
- Zayar Maung
- Abu Bakar al-Amri
- Krizmark Nanola
- Relly Balila
- Saoud al-Maqaleh
- Taleb al-Marri
- Abdul Hannan
- Lim Kok Heng
- Manoj Kalwani
- Ronnie Koh Min Kiat
- Komsun Khumpan
- Pattarapong Kijsathit
- Phubes Lekpha
- Phulsawat Samransuk
- Rachen Srichai
- Thanet Chuchueun
- Nguyễn Trung Hậu
- Phạm Mạnh Long
- Trần Liêm Thanh
- Trương Đức Chiến

Vierte Offizielle:
- Abdul Hakim Haidi
- Chy Samdy
- Khuon Virak
- Oki Dwi Putra
- Souei Vongkham
- Xaypaseuth Phongsanit
- Fitri Maskon
- Myat Thu
- Thant Zin Oo
- Steve Supresencia
- Jansen Foo Chuan Hui
- Letchman Gopalakrishnan
- Muhammad Taqi
- Mongkolchai Pechsri
- Titichai Nuanchan
- Wiwat Jumpaoon